# Лето
Лето (ијек. љето) најтоплије је годишње доба. Долази након пролећа, а пре јесени. На летњи солстициј (летња дугодневица), обданица је најдужа, а ноћ је најкраћа. Дужина обданице смањује се како време одмиче након солстиција. Датум почетка лета варира у зависности од климе, традиције и културе. Када је лето на северној хемисфери, онда је зима на јужној, и обрнуто. На северној полулопти, лето траје делом јуна, цео јул, август и делом септембра, а на јужној делом децембра, цео јануар, фебруар и делом марта.

## Годишње сезоне
Са астрономског становишта, равнодневице и солстицији би биле средина одговарајућих годишњих доба, али се понекад астрономско лето дефинише тако да почиње при солстицију, време највеће осунчаности, које се често поистовећује са 21. даном јуна или децембра. По соларном рачунању, лето уместо тога почиње првог маја, а летњи солстициј је средина лета. Променљиво сезонско заостајање значи да се метеоролошки центар сезоне, који се заснива на просечним температурним обрасцима, јавља неколико недеља након времена максималне инсолације.
Метеоролошка конвенција треба да дефинише лето као месеце јун, јул и август на северној хемисфери и месеце децембар, јануар и фебруар на јужној хемисфери. Према метеоролошким дефиницијама, сва годишња доба су произвољно подешена да почињу на почетку календарског месеца и завршавају се на крају месеца. Ова метеоролошка дефиниција лета је такође у складу са уобичајеним појмом лета као сезоне са најдужим (и најтоплијим) данима у години, у којој преовладава дневна светлост.
Дани настављају да се продужавају од равнодневице до солстиција, а летњи дани се прогресивно скраћују након солстиција, тако да метеоролошко лето обухвата повећање до најдужег дана и смањење након тога, при чему лето има много више сати дневне светлости него пролеће. Рачунајући само по сатима дневне светлости, летњи солстициј означава средину, а не почетак годишњих доба. Средина лета се одвија током најкраће ноћи у години, а то је летњи солстициј, или оближњи датум који варира у зависности од традиције.
Тамо где је сезонско кашњење од пола сезоне или више уобичајено, рачунање на основу астрономских маркера се помера за пола сезоне. По овом методу, у Северној Америци, лето је период од летњег солстиција (обично 20. или 21. јуна на северној хемисфери) до јесење равнодневице.
Пошто је температурно заостајање краће на океанској умереној јужној хемисфери, већина земаља у овом региону користи метеоролошку дефиницију са летом које почиње 1. децембра и завршава се последњег дана фебруара.

## Временске прилике
Лето се традиционално повезује са врелим или топлим временом. У медитеранској клими, такође је повезано са сувим временом, док је на другим местима (нарочито у источној Азији због монсуна) повезано са кишним временом. Влажна сезона је главни период раста вегетације у оквиру климатског режима саване. Тамо где је влажна сезона повезана са сезонским променама преовлађујућих ветрова, то је познато као монсун.
На северном Атлантском океану, посебна сезона тропских циклона се јавља од 1. јуна до 30. новембра. Статистички врхунац сезоне урагана на Атлантику је 10. септембар. Североисточни Пацифик има шири период активности, али је у сличном временском оквиру као и Атлантик. Северозападни Пацифик доживљава тропске циклоне током целе године, са минимумом у фебруару и марту и врхунцем почетком септембра. У северноиндијском басену, олује су најчешће од априла до децембра, са врхунцем у мају и новембру. На јужној хемисфери, сезона тропских циклона траје од почетка новембра до краја априла са врхунцем од средине фебруара до почетка марта.